# Бертон Вондерерз
«Бертон Вондерерз» (англ. Burton Wanderers Football Club) — колишній професіональний англійський футбольний клуб з міста Бертон-апон-Трент, графство Дербішир. Виступав у Футбольній лізі Англії.

## Історія
Клуб заснований 1871 року. У 1890 один із засновників Ліги Мідленд. Здобув у сезоні 1893–94 перемогу та наступного року вступав до Другого дивізіону Футбольної ліги.
«Бертон Свіфтс» не був успішною командою в сезоні 1896–97 посів 15-е місце та вибув до Ліги Мідленд. Після завершення сезону 1900–01 зливається з «Бертон Свіфтс» та утворюють нову команду «Бертон Юнайтед».

## Хронологія виступів у чемпіонатах
| Сезони  | Ліга            | Рівень | М  | В  | Н | П  | МЗ | МП | +/- | О  | Місце |
| ------- | --------------- | ------ | -- | -- | - | -- | -- | -- | --- | -- | ----- |
| 1889/90 | Ліга Мідленда   | –      | 20 | 11 | 3 | 6  | 42 | 40 | +2  | 25 | 4.    |
| 1890/91 | Ліга Мідленда   | –      | 18 | 7  | 4 | 7  | 25 | 33 | -8  | 18 | 6.    |
| 1891/92 | Ліга Мідленда   | –      | 20 | 10 | 2 | 8  | 48 | 32 | +16 | 22 | 5.    |
| 1892/93 | Ліга Мідленда   | –      | 24 | 15 | 4 | 5  | 49 | 33 | +16 | 34 | 2.    |
| 1893/94 | Ліга Мідленда   | –      | 20 | 17 | 3 | 0  | 82 | 12 | +70 | 35 | 1.    |
| 1894/95 | Другий дивізіон | 2      | 30 | 14 | 7 | 9  | 67 | 39 | +28 | 35 | 7.    |
| 1895/96 | Другий дивізіон | 2      | 30 | 19 | 4 | 7  | 69 | 40 | +29 | 42 | 4.    |
| 1896/97 | Другий дивізіон | 2      | 30 | 9  | 2 | 19 | 31 | 67 | -36 | 20 | 15.   |
| 1897/98 | Ліга Мідленда   | –      | 22 | 5  | 6 | 11 | 31 | 44 | -13 | 16 | 11.   |
| 1898/99 | Ліга Мідленда   | –      | 26 | 11 | 5 | 10 | 49 | 38 | +11 | 27 | 6.    |
| 1899/00 | Ліга Мідленда   | –      | 24 | 6  | 6 | 12 | 40 | 62 | -22 | 18 | 10.   |
| 1900/01 | Ліга Мідленда   | –      | 26 | 4  | 3 | 19 | 33 | 99 | -66 | 11 | 14.   |

## Досягнення
Кубок Англії
- 2 коло: 1893/94